# غنج أباد سفلي
غنج‌ أباد سفلي هي قرية في مقاطعة هشترود، إيران. عدد سكان هذه القرية هو 123 في سنة 2006.